# Allactaga tetradactyla
Allactaga tetradactyla е вид бозайник от семейство Тушканчикови (Dipodidae). Видът е световно застрашен, със статут Уязвим.

## Разпространение
Разпространен е в Египет и Либия.

## Описание
Теглото им е около 52 g.